# Amemasu
Amemasu (雨鱒?, lett. "trota della pioggia"), o Ō-amemasu (大アメマス?), è una gigantesca creatura marina, simile ad una balena o un pesce, tipica del folclore Ainu. Si dice che alcuni dei più grandi amemasu vivano nel lago Mashū e nel lago Shikotsu nello Hokkaidō, mentre quelli più piccoli popolano i laghi nelle aree settentrionali dello Honshū. Gli amemasu sono noti per il ribaltamento delle barche, la creazione di terremoti e altri disastri naturali.

## Aspetto fisico
Gli amemasu sono in grado di assumere aspetto umano, solitamente quello di una bella donna, al fine di adescare giovani uomini e portarli alla morte. Si dice che la pelle di un amemasu sia fredda e umida, proprio come la pelle di pesce, e questo è proprio uno dei metodi per individuarli quando sono in forma umana.

## Leggende
Gli abitanti dello Hokkaidō credevano che un gigantesco amemasu reggesse la Terra. A volte, il pesce si stancherebbe e questo causerebbe terremoti, simili al namazu.
Nella prefettura di Akita c'è un posto chiamato Amemasu Otoshi (アメ鱒落し?), una leggenda racconta che l’Amemasu era così potente da aver ucciso un falco, anche se alla fine del combattimento morì.
C’è un’isola in mezzo al Lago Kussharo nello Hokkaido e si dica un enorme Amemasu, con la testa simile ad una roccia e la coda così lunga da arrivare fino al fiume Kushiro, abiti nel lago. Un eroe Ainu, Otashitonkuru, prese un arpione, con l’intenzione di usarlo per accecare l’Amemasu, però il pesce rispose all’attacco e Otashitonkuru, cercando di mantenere la presa con l’arpione, si aggrappò ad una roccia e l’Amemasu si dimenò con tale forza che la roccia si staccò e andò a finire in mezzo al lago.
In un'altra storia, l’Amemasu ingoiò un cervo intero che si era fermato al lago per bere, e le sue corna squarciarono lo stomaco dell’Amemasu, uccidendolo. L’enorme cadavere ostruì il lago, rischiando un allagamento. Allora una divinità prese la forma di un uccello e avvisò gli abitanti dei villaggi vicini al lago. Quelli a monte si rifugiarono in una zona più elevata, ma gli abitanti dei villaggi a valle, non credendo all’uccello, trovarono il cadavere di Amemasu e lo tirarono fuori dal lago, provocando un allagamento così potente da spazzare via tutto ciò che trovò nel suo corso. Quell’area è tuttora conosciuta con il nome di pianura Konsengen'ya.

## Altro
Amemasu è anche il nome dato ad un tipo di pesce a puntini bianchi, il salmerino maculato.